# Гравилат
Гравила́т (лат. Géum) — род многолетних растений семейства Розовые (Rosaceae), встречается на всех континентах, кроме Антарктиды. Некоторые виды выращивают как декоративные садовые растения.

## Название
Этимология латинского родового названия (лат. Géum) в точности неизвестна. Возможно, это слово имеет связь с др.-греч. geyo («пробовать»), по более или менее заметному гвоздичному запаху корневища. По «Флоре СССР» — название растения у Плиния, относящееся, вероятно, к гравилату городскому (Geum urbanum).
Происхождение русского названия рода «гравилат» восходит к старой аптечной латыни, на которой были написаны средневековые лечебники и травники первой половины XVI века. Так, корни растения Geum urbanum, имевшие приятный запах и широко применявшиеся для ароматизации различных лекарств, провизоры называли гвоздичным корнем (radix caryophyllatae) или кратко по латыни «кариофиллата». Постепенно аптечная кариофиллата «обрусела» и превратилась в простонародное русское название графилат, а затем гравилат, которое впоследствии и закрепилось в русской ботанической номенклатуре.

## Ботаническое описание

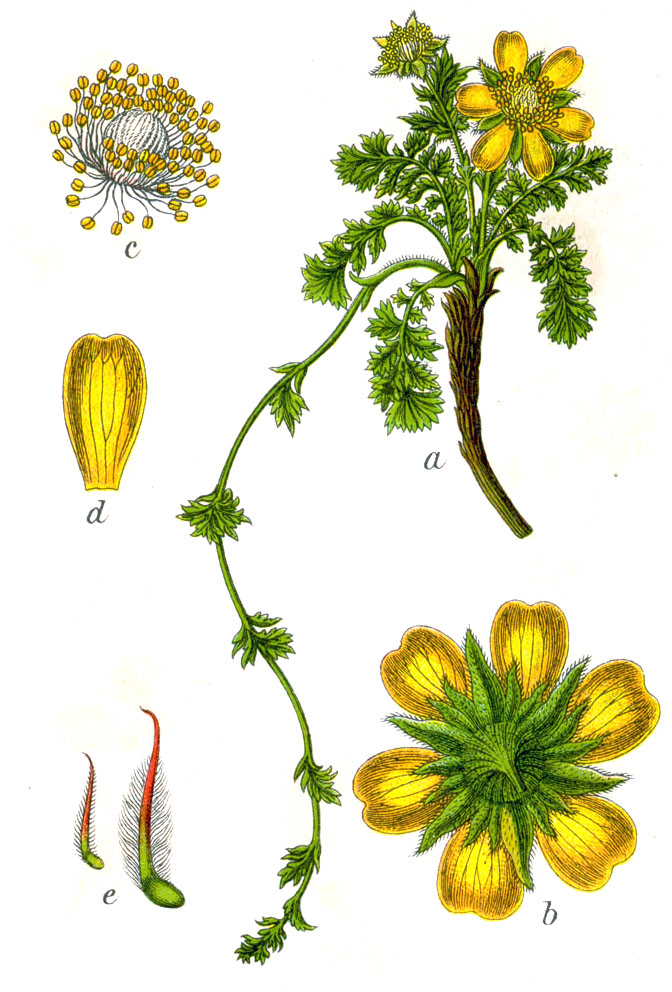
Гравилат ползучий.
Ботаническая иллюстрация Якоба Штурма
из книги «Deutschlands Flora in Abbildungen»
(1796).

Многолетние луговые, реже лесные растения.
Прикорневые листья большие, перисто-лопастные или перисто-рассечённые; стеблевые — почти сидячие, по большей части трёхнадрезные; верхушечные — маленькие, цельные.
Цветки жёлтые, белые и розовые, широко раскрытые, смотрящие вверх или колокольчатые, собраны по 3—10 штук в зонтиковидные или метельчатые соцветия. Чашечка и венчик свободные, пятичленные. Опыляется насекомыми.
Плод — многоорешек. Семена с хвостиком, загнутым крючком на конце, легко отпадают от цветов.
Цветёт в конце весны — начале лета.

## Распространение и экология
Распространены в умеренном поясе на всех континентах, кроме Антарктиды.
В культуре размножаются делением кустов или семенами.
К почве нетребовательны, однако плохо развиваются на сырых и закисленных почвах.

## Химический состав
Корневища гравилата содержат дубильные вещества и жёлтое красящее вещество.

## Хозяйственное значение и использование
Гравилат ярко-красный (Geum coccineum) и ряд других видов иногда разводят как декоративные растения.
Корневище гравилата применяется в народной медицине как вяжущее и закрепляющее средство.

## Классификация

### Таксономия
- Geum L., 1753, Sp. Pl. : 500

Род Гравилат включается в семейство Розовые (Rosaceae) порядка Розоцветные (Rosales), последовательно входящего в более крупные клады Фабиды → Розиды → Суперрозиды → Эвдикоты → Цветковые растения. Таксономическая схема в соответствии с Системой APG IV по состоянию на июнь 2024 года:
|  |                          |  |                                   |                                   |                   |  | еще 8 семейств |               |               |                                                              |
|  |                          |  |                                   |                                   |                   |  |                |               |               | 69 подтвержденных видов и 127 видов, ожидающих подтверждения |
|  |                          |  |                                   | порядок Розоцветные               |                   |  |                |               | род Гравилат  |                                                              |
|  |                          |  |                                   | порядок Розоцветные               |                   |  |                |               | род Гравилат  |                                                              |
|  | клада Цветковые растения |  |                                   |                                   | семейство Розовые |  |                |               |               |                                                              |
|  | клада Цветковые растения |  |                                   |                                   |                   |  |                |               |               |                                                              |
|  |                          |  | ещё 63 порядка цветковых растений | ещё 63 порядка цветковых растений |                   |  |                | еще 116 родов | еще 116 родов |                                                              |
|  |                          |  |                                   | ещё 63 порядка цветковых растений |                   |  |                |               | еще 116 родов |                                                              |

### Виды
- Geum aleppicum Jacq. — Гравилат алеппский
- Geum andicola (Phil.) Reiche
- Geum × aurantiacum Fr. ex Scheutz
- Geum boliviense Focke
- Geum brevicarpellatum F.Bolle
- Geum bulgaricum Pančić — Гравилат болгарский
- Geum calthifolium Menzies ex Sm. — Гравилат калужницелистный
- Geum canadense Jacq. — Гравилат канадский
- Geum coccineum Sibth. & Sm. — Гравилат ярко-красный, или Гравилат коралловый
- Geum glaciale Adams ex Fisch.
- Geum heterocarpum Boiss.
- Geum hispidum Fr.
- Geum × intermedium Ehrh. — Гравилат промежуточный
- Geum involucratum Juss. ex Pers.
- Geum laciniatum Murray
- Geum × macranthum (Kearney ex Rydb.) B.Boivin
- Geum macrophyllum Willd. — Гравилат крупнолистный
- Geum magellanicum Comm. ex Pers. — Гравилат магелланский
- Geum molle Vis. & Pančić
- Geum montanum L. — Гравилат горный
- Geum pentapetalum Makino
- Geum pentaphyllum Makino
- Geum × pulchrum Fernald
- Geum pyrenaicum Mill. — Гравилат пиренейский
- Geum reptans L. — Гравилат ползучий
- Geum rhodopeum Stoj. & Stef.
- Geum riojense F.Bolle
- Geum rivale L. — Гравилат речной
- Geum × spurium C.A.Mey.
- Geum × sudeticum Tausch — Гравилат судетский
- Geum sylvaticum Pourr.
- Geum triflorum Pursh — Гравилат трёхцветковый
- Geum urbanum L. — Гравилат городской
- Geum vernum (Raf.) Torr. & A.Gray
- Geum virginianum L.

### Синонимы
- Acomastylis Greene
- Adamsia Fisch. ex Steud.
- Bernullia Neck. ex Raf.
- Caryophyllata Mill.
- Erythrocoma Greene
- Geopatera Pau
- Gerageum Soják
- Geuncus Raf.
- Geunsia Raf.
- Geversia Dostál
- Neosieversia Gajewski
- Novosieversia F.Bolle
- Oncostylus (Schltdl.) F.Bolle
- Oreogeum (Ser.) E.I.Golubk.
- Orthurus Juz.
- Parageum Nakai & H.Hara
- Streptilon Raf.
- Stylypus Raf.
- Stypostylis Raf.
- Taihangia T.T.Yu & C.L.Li
- Woronowia Juz.